# Étienne-Hubert de Cambacérès

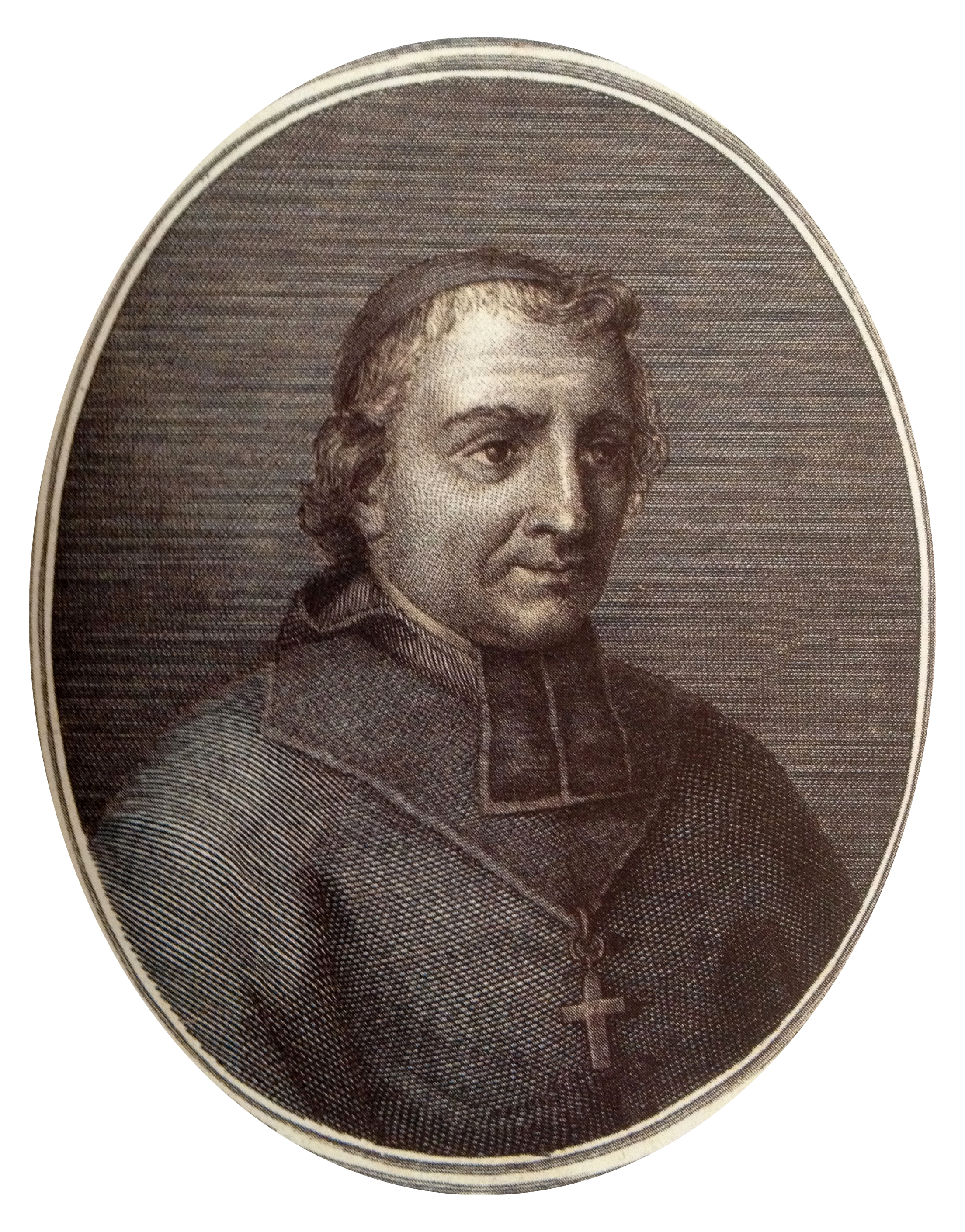
Étienne-Hubert de Cambacérès

Baron Étienne-Hubert de Cambacérès (* 11. September 1756 in Montpellier; † 25. Oktober 1818 in Rouen) war ein französischer Geistlicher, Erzbischof von Rouen und Kardinal der Römischen Kirche.

## Herkunft und Familie
Er war der Sohn von Antoine de Cambacères, Berater am Cour de Comptes, und dessen erster Gemahlin Marie Rose Vassal. Von den insgesamt elf Kindern überlebte außer Étienne-Hubert nur dessen älterer Bruder Jean-Jacques Régis de Cambacérès (1753–1824), der später unter Kaiser Napoleon I. Herzog von Parma und Regierungschef Frankreichs werden sollte.

## Leben
Er besuchte zunächst das Seminar in Avignon und danach die Universität Montpellier, die er 1777 als Lizenziat im kanonischen Recht und Privatrecht abschloss.
Die Priesterweihe empfing er im Jahre 1780 in Montpellier. 1788 wurde er ehrenhalber Generalvikar von Alès. Während der Französischen Revolution legte er 1790 keinen Eid auf die Zivilverfassung des Klerus ab, da er kein kirchliches Amt bekleidete. Im weiteren Verlauf der Revolution lebte er zurückgezogen in Montpellier und wurde nicht behelligt, da sein Bruder Jean-Jacques Régis Mitglied des Nationalkonvents war. Später weigerte er sich, den Hass auf das Königtum zu beschwören, hingegen willigte er 1792 ein, sich den Eid auf Freiheit und Gleichheit sowie auf Unterwerfung unter die Gesetze der Republik vom 2. Pririal des Jahres III abnehmen zu lassen. Weiterhin beschwor er im Jahre 1800 seine Loyalität zur Verfassung der Französischen Republik. Im November 1801 ging er nach Paris, wo er wieder seinem Bruder begegnete, der nach dem Staatsstreich des 18. Brumaire VIII Zweiter Konsul der Republik geworden war.
Der Erste Konsul Napoleon Bonaparte ernannte de Cambacérès am 9. April 1802 zum Erzbischof von Rouen, was der Kardinallegat Giovanni Battista Caprara am nächsten Tag annahm; die Berufung wurde durch eine Bulle vom 5. Juli 1802 bestätigt. Die Bischofsweihe spendete ihm am Palmsonntag, den 11. April 1802, in der Kathedrale von Paris Kardinal Giovanni Battista Caprara; Mitkonsekratoren waren Michel-François de Couët du Vivier de Lorry, Bischof von La Rochelle, und Jean Batiste Maillé de La Tour, Erzbischof von Reims.
Papst Pius VII. nahm ihn im Konsistorium vom 17. Januar 1803 als Kardinalpriester in das Kardinalskollegium auf, am 22. Januar folgte die Verleihung des roten Biretts, das der Erste Konsul Napoleon ihm am 27. März desselben Jahres in der Kapelle der Tuilerien überreichte. Den Kardinalshut und die Titelkirche Santo Stefano al Monte Celio verlieh der Papst ihm am 1. Februar 1805. Bereits im November 1804 war er gebeten worden, den Papst von Turin aus zur Kaiserkrönung Napoleons zu begleiten.
Am 1. Februar 1805 wurde er zum Senator für das Département Hérault gewählt und am Tag darauf zum Großoffizier der Ehrenlegion ernannt. Napoleon erhob ihn am 18. September 1808 zum kaiserlichen Grafen. Kardinal de Cambacérès erschien nicht bei der zweiten Hochzeit Napoleons mit Erzherzogin Marie-Louise von Österreich, hatte jedoch anscheinend eine hinreichende Entschuldigung dafür, da er nicht, wie die „Schwarzen Kardinäle“ Alessandro Mattei und Carlo Oppizzoni, auf das Tragen des Kardinalspurpur verzichten musste.
Nach dem Sturz Napoleons begrüßte er öffentlich die Restauration und stimmte am 8. April 1814 dem Beschluss des Senates zu, durch den Napoleon abgesetzt wurde. Im Juni 1815 wurde er Mitglied des neugeschaffenen Oberhauses (Chambre des Pairs), diese Position gab er auch in den Konkordatsverhandlungen von 1816 nicht auf.
Étienne-Hubert de Cambacérès starb am 25. Oktober 1818 in seiner Bischofsstadt und wurde in der Kathedrale von Rouen beigesetzt.

## Ehrungen
- Großoffizier der Ehrenlegion (2. Februar 1805)
- baron de l’Empire in der Noblesse impériale (18. September 1808)